# Cryptographis albifuscalis
Cryptographis albifuscalis là một loài bướm đêm trong họ Crambidae.